# Hans Platz
Hans Platz (Erlangen, 1971) is een Duitse gitarist.

## Biografie
Platz speelde vanaf zijn 16e in verschillende bands. Hij is autodidactisch, maar heeft ook seminars en workshops van Joscho Stephan, Mattias Eklundh en het Berklee College of Music in Boston bijgewoond. Zijn muzikale invloeden zijn onder meer Steve Vai, Joe Satriani, Paco de Lucia, Jeff Beck en Al Di Meola.
Tussen 1990 en 1999 speelde hij onder meer in de bands Cyrus Dance en Sushifarm. In 2003 was hij reservegitarist bij J.B.O. en in 2006 en 2007 bij Fiddler's Green.
Sinds 2008 is Platz lid van de middeleeuwse rock/-metalband Feuerschwanz en heeft/gebruikt daar als bijnaam Hans der Aufrechte. Met Feuerschwanz bereikte hij meermaals de Duitse albumtop en gaat regelmatig op toer met de band, zoals optredens op Wacken Open Air en Summer Breeze. Op 30 december 2021 kwam het Feuerschwanz-album Memento Mori binnen op nummer 1 van de Duitse hitlijsten.
In 2013 nam Platz een instrumentaal soloalbum genaamd Timestamps op, waar hij vier jaar aan had gewerkt. Het album bestaat uit nummers in de genres progressieve rock en progressieve metal. Gastmuzikanten op het album waren Marco Minnemann, Wolfgang Haffner, Simon Michael, Wolfram Kellner, T.M. Stevens, Fabio Trentini, Pete Griffin en Matthias Eklundh.
In 2015 speelde hij als een van de gastmuzikanten op het album Zirkus Zeitgeist/15 Jahre Saltatio Mortis van Saltatio Mortis dat op nummer 1 van de Duitse hitlijsten belandde. In 2016 speelde hij zowel elektrische als akoestische gitaar op het album Seit an Seit van folkrockband dArtagnan en begeleidde hen op tournee. Het album behaalde goud in de Duitse hitlijsten.
In juli 2021 richtte hij samen met zangeres Melissa Bonny de symfonische metalband The Dark Side Of The Moon op. De band bestaat naast Platz en Bonny uit harpiste Jenny Diehl (mede-bandlid van Feuerschwanz) en drummer Morten Løwe Sørensen (tevens drummer van Amaranthe). Datzelfde jaar nog tekende de band een contract bij Napalm Records. Tussen 2021 en 2023 werden verschillende singles uitgebracht. Het debuutalbum Metamorphosis werd op 12 mei 2023 uitgebracht.
Naast gitarist is Platz een officiële promotor van de Duitse gitaarfabrikant Framus en gaf in 2019 workshops namens de fabrikant op de Guitar Summit 2019 in Mannheim.

## Discografie

### Met Cyrus Dance
| Jaar | Titel   | Opmerkingen |
| ---- | ------- | ----------- |
| 1994 | Welcome | album       |
| 1996 | Fish    | album       |
| 1998 | 3       | album       |

### Met Sushifarm
| Jaar | Titel      | Opmerkingen |
| ---- | ---------- | ----------- |
| 2004 | Sushifarm  | ep          |
| 2007 | Eat it raw | album       |

### Met Feuerschwanz
Zie het hoofdartikel voor de gehele discografie.

### Met The Dark Side Of The Moon
Zie het hoofdartikel voor de gehele discografie.
| Jaar | Titel         | Opmerkingen |
| ---- | ------------- | ----------- |
| 2023 | Metamorphosis | album       |

### Solo
| Jaar | Titel      | Opmerkingen |
| ---- | ---------- | ----------- |
| 2013 | Timestamps | album       |

### Als gastmuzikant
| Jaar | Met artiest(en) | Titel                                     | Opmerkingen |
| ---- | --------------- | ----------------------------------------- | ----------- |
| 1990 | Rumpelstiltskin | Rumpelstiltskin                           | ep          |
| 2010 | J.B.O.          | 2000 Jahre J.B.O.                         | album       |
| 2012 | Subway to Sally | XX                                        | album       |
| 2015 | Saltatio Mortis | Zirkus Zeitgeist/15 Jahre Saltatio Mortis | album       |
| 2016 | dArtagnan       | Seit an Seit                              | album       |
| 2016 | dArtagnan       | Seit an Seit Gold Edition                 | album       |